# 숙순옹주
숙순옹주(淑順翁主, ? ~ 1481년)는 조선의 왕족으로, 태종의 17녀이자 막내딸이다. 어머니는 궁인 이씨(李氏)이다.

## 생애

### 출생
숙순옹주는 태종과 궁인 이씨 사이에서 태어났다. 출생연도에 관한 기록은 없지만 바로 위의 이복 언니인 숙경옹주가 1420년생이고, 태종이 1422년 승하하였으므로 1420년에서 1422년 사이에 태어난 것으로 추정된다.
어머니에 대한 정확한 기록은 알 수 없고, 《태종실록》에는 궁인(宮人)으로, 왕실 족보인 《선원록》과 야사인 《연려실기술》에는 이씨(李氏)라고만 적혀 있다. 일부 대중 역사서에는 숙순옹주의 어머니가 태종의 후궁인 덕숙옹주 이씨나 후령군의 생모 이씨와 동일인이라는 기록이 존재하는데 이에 관한 역사적인 근거를 찾을 수 없다.
세종실록에는 숙신옹주(淑愼翁主)로 기록되어 있으나, 세조실록과 왕실 족보인 선원록 등을 비롯한 사서에는 숙순옹주(淑順翁主)로 기록되어 있다.

### 혼인
1435년(세종 17년) 3월 4일, 인수부윤 윤창(尹敞)의 아들인 파원군 윤평(尹泙)과 혼인하였다. 숙순옹주는 태종의 자녀들 중 가장 마지막으로 혼인하였으며, 파원군 윤평이 숙순옹주를 직접 맞이하러 갔는데, 신랑이 신부집에서 신부를 맞이하여 자신의 집에서 혼인을 진행하는 절차인 친영(親迎)제도가 이때부터 시작되었다.
1467년(세조 13년) 남편 윤평과 사별하였고, 이미 장남을 잃은 숙순옹주는 둘째 아들 윤강(尹杠)에게 의지하였는데, 윤강이 어린 딸만 두고 요절하는 바람에, 남자 자손이 단절되었다. 숙순옹주는 딸인 윤씨와 사위 심안인(沈安仁)에게 의지하며 살았다.

### 사망
1481년(성종 12년) 1월, 숙순옹주는 사위인 심안인(沈安仁)이 안주(安州) 목사로 임명되자, 딸이 사위를 따라 가면 늙고 병든 본인과 딸이 멀리 떨어져 헤어지게 될 것을 염려한 나머지, 조카인 옥산군(玉山君) 이제(李躋)에게 성종으로 하여금 심안인을 안주가 아닌 가까운 고을로 옮기게 해줄 것을 요청하였다. 대간에서 사사로운 감정으로 인사문제에 개입한 옥산군 이제의 국문을 청하였으나 성종이 받아들이지 않았다.
언제 사망하였는지는 알 수 없으나, 묘지석이 1481년 5월에 건립되었으므로 1481년에 사망한 것으로 보인다. 묘지는 본래 경기도 고양시에 위치하였으나, 경상북도 상주시 화서면으로 이장되었다.

## 가족 관계
- 아버지 : 태종(太宗, 1367 ~ 1422)
- 어머니 : 궁인 이씨(宮人 李氏, 생몰년 미상)
  - 남편 : 파원위(坡原君) 윤평(尹泙, 1420~1467)[4]
    - 장남 : 윤분(尹枌, ?~1463)[4]
    - 차남 : 윤강(尹杠)
    - 며느리 : 순흥 안씨 - 안의행(安誼行)의 딸
      - 손자 : 윤구손(尹龜孫)
      - 손녀 : 청주 한씨 한세준(韓世俊)의 처

    - 장녀 : 윤씨(尹氏) - 심안인(沈安仁)의 처 
      - 외손자 : 심담(沈淡)
      - 외손자 : 심빈(沈濱)